# Iter Lapponicum
Iter Lapponicum (с лат. — «Лапландское путешествие», или «Лапландский поход») — дневник шведского натуралиста Карла Линнея (1707—1778), который он вёл на протяжении своей одиночной экспедиции по Лапландии в 1732 году. Был написан на шведском языке, впервые издан — на английском языке в 1811 году под названием Lachesis Lapponica: A Tour in Lapland (с англ. — «Лапландская Лахесис: путешествие в Лапландию»), в 1913 году — впервые издан на языке оригинала. Представляет значительную этнографическую ценность.
По мнению Киана Даффи, профессора английской литературы Лундского университета, текст Линнея по своему характеру типичен для натурфилософских текстов XVIII века: их авторы не считали нужным придерживаться ни каких-либо жанровых границ, ни границ между различными научными дисциплинами. Iter Lapponicum — это, одновременно, и дневник Линнея для записей частного характера, и путевые заметки, и научный отчёт.

## История написания и издания

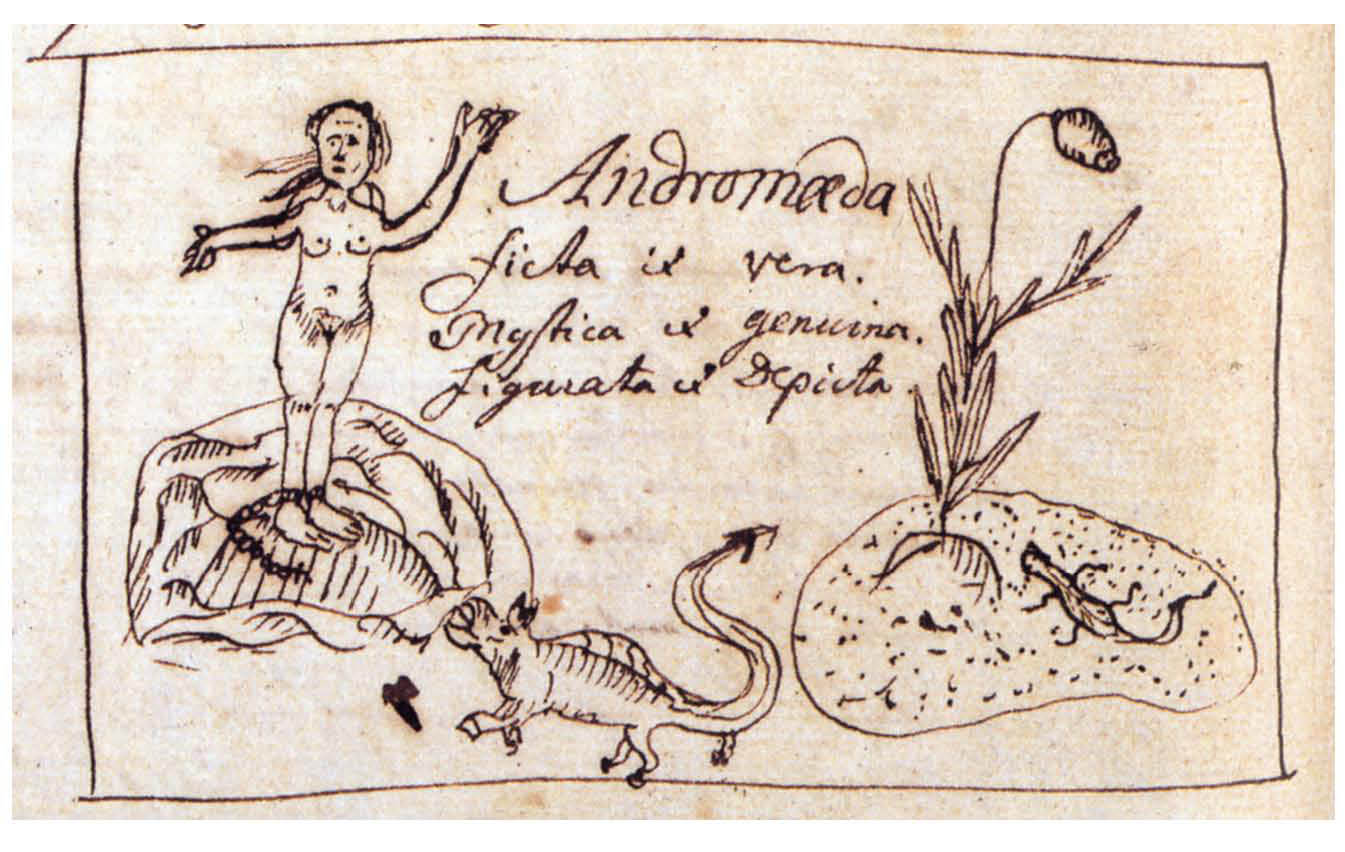
Andromeda. Ficta et vera. Mystica et genuina.
Figurata et depicta. Мифологическая Андромеда и растение, которое Линней назвал в честь неё, — Andromeda (русское название — подбел). Рисунок Линнея из путевого дневника

Линней в течение пяти месяцев, с 12 мая по 10 октября 1732 года, путешествовал по шведской и норвежской Лапландии, а затем по Финляндии (которая в то время была частью Швеции). Двигаясь вдоль побережья Ботнического залива и предпринимая длительные путешествия вглубь Скандинавского полуострова, он преодолев в общей сложности более двух тысяч километров. Во время своего путешествия Линней исследовал и собирал растения, животных и минералы, а также разнообразные сведения о культуре и образе жизни местного населения, в том числе о саамах (лопарях). Добравшись до Або (Турку), он на корабле переплыл Ботнический залив и вернулся в исходный пункт своего путешествия — Уппсалу.

## Научная ценность
Материалы Iter Lapponicum — один из немногих источников XVIII века, в котором есть сведения по этнографии саамов (лопарей), коренных жителей Лапландии. Ценность этого источника связана в том числе и с тем обстоятельством, что нет или почти нет других свидетельств о том образе жизни, которую вели жители некоторых районов в ту эпоху. К примеру, Линней описывает культуру лесных саамов, при этом многие элементы этой культуры к началу XX века, когда стали проводиться регулярные и планомерные исследования этой этнической группы, были уже полностью утрачены. Ещё одной причиной, почему дневник Линнея имеют существенную научную ценность, является то обстоятельство, что он в своих записях очень внимателен к деталям.

## Издания
Дневник Линнея при его жизни так и не был опубликован. Вместе со множеством других предметов, составивших так называемую Коллекцию Линнея, эти записи были куплены молодым богатым английским натуралистом Джеймсом Эдвардом Смитом (1759—1828) и в 1784 году вывезены из Швеции в Великобританию.
Впервые дневник Лапландской экспедиции был опубликован лишь в 1811 году по инициативе и под редакцией Смита (основавшего в 1788 году Лондонское Линнеевское общество). В заголовке был использован образ одной из мойр, греческих богинь судьбы, — Лахесис, олицетворяющей случайности в судьбе человека: именно она, согласно мифологии, определяет длину нити жизни. Книга вышла в двух томах на английском языке в переводе Чарльза Тройлиуса под заглавием Lachesis Lapponica: A Tour in Lapland (с англ. — «Лапландская Лахесис: путешествие в Лапландию»):

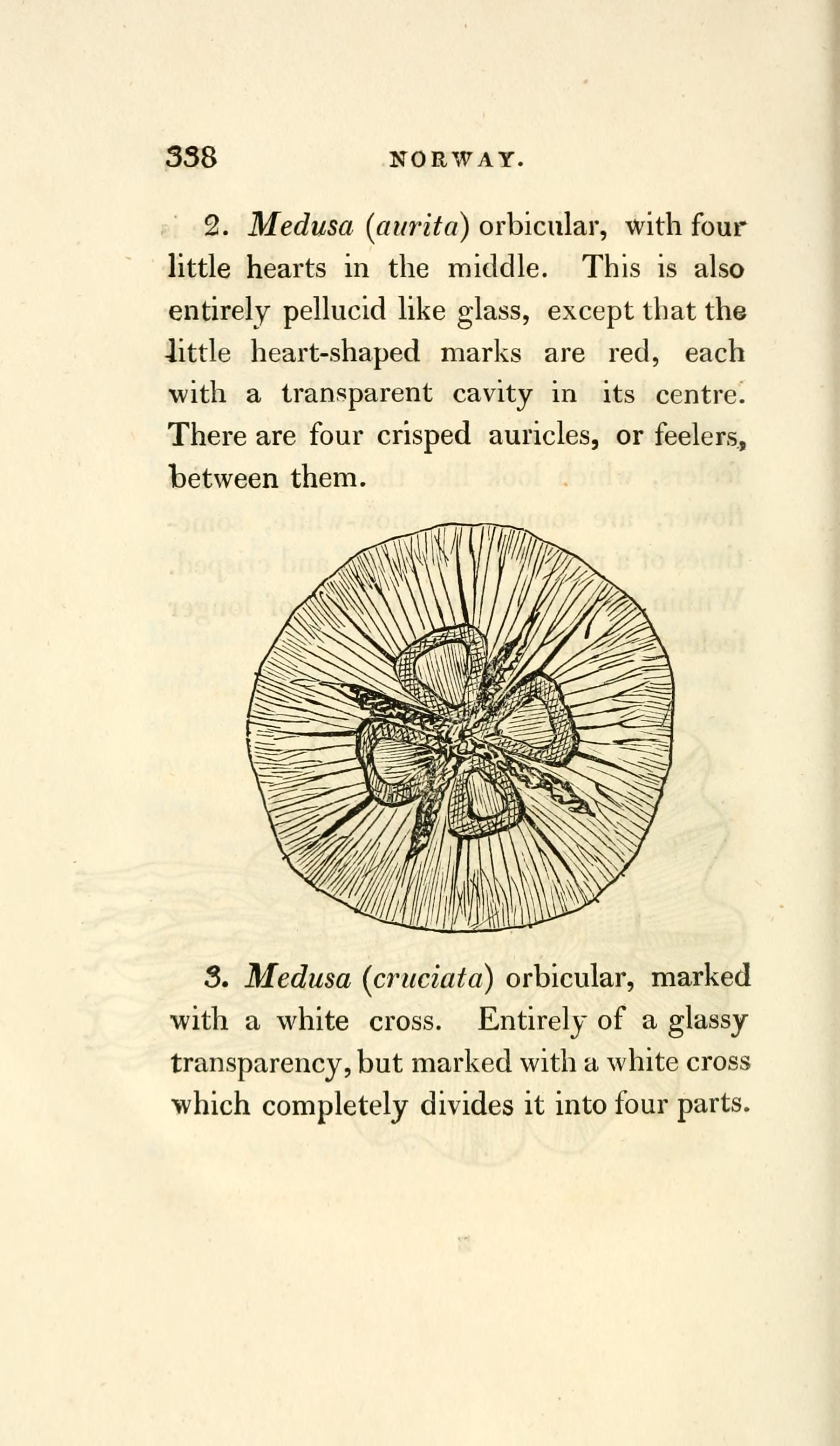
Medusa (aurita) (современное научное название — Aurelia aurita, русское название — ушастая аурелия). Рисунок Линнея, опубликованный в 1-м томе английского издания 1811 года в разделе, в котором Линней описывает своё пребывание в Норвегии

- Linnaeus C. Lachesis lapponica; or A tour in Lapland, now first published from the original manuscript journal of the selebrated Linnaeus… :  [англ.]. — London : White and Cochrane, 1811. — Vol. I. — xvi, 366 p.
- Linnaeus C. Lachesis lapponica; or A tour in Lapland… :  [англ.]. — London : White and Cochrane, 1811. — Vol. II. — 306, [2] p.

В 1905—1913 годах в Швеции было издано пятитомное (в шести книгах) собрание сочинений Карла Линнея, подготовленное известным лихенологом и биографом Линнея Теодором Магнусом Фрисом. Дневник лапландской экспедиции был опубликован в 1913 году в пятом томе этого издания в исправленном и дополненном (по сравнению с английским изданием) виде под тем названием, которое он имел в рукописи, — Iter Lapponicum («Лапландское путешествие»).
- Skrifter af Carl von Linné : Utgifna af Kungl. svenska vetenskapsakademien :  [швед.] / Öfversatt till Svenska språket af Th. M. Fries. — Upsala : Almqvist & Wiksells boktryckeri-a.-b., 1913. — Vol. 5. Iter Lapponicum : andra upplagan med bilagor och noter. — xi, 268 s., 3 s. fig.

В 1977 году в Лейпциге был опубликован немецкий перевод лапландского дневника Линнея. Позже вышло несколько переизданий этой книги.